# Janet Flanner

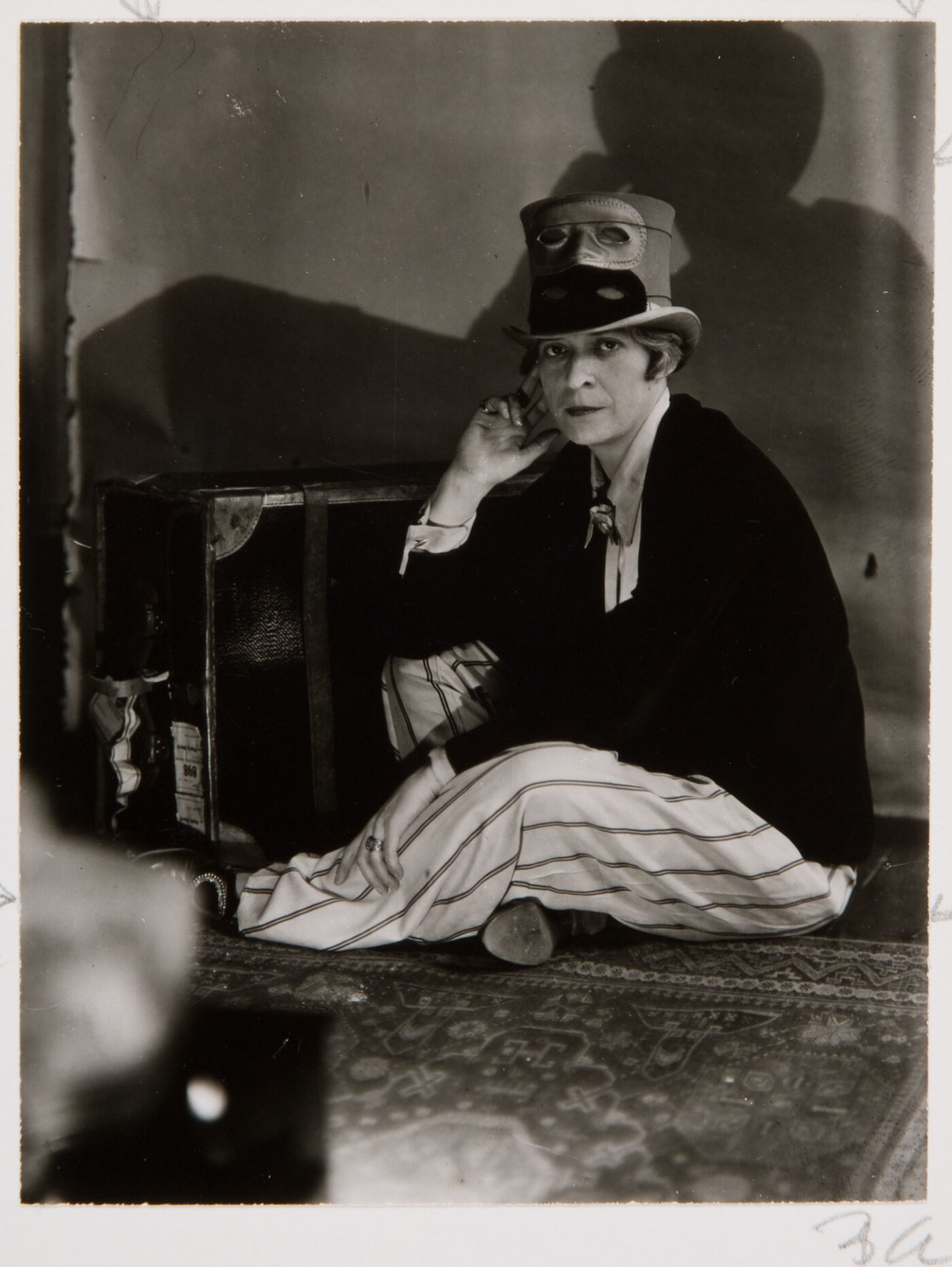
Janet Flanner hacia 1920. Fotografía de Berenice Abbott

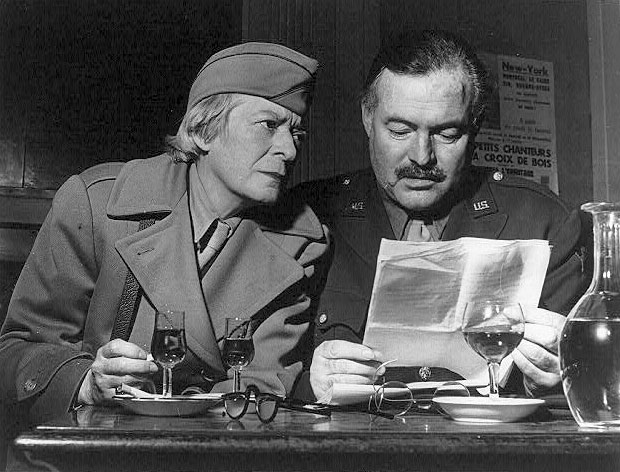
Ernest Hemingway y Janet Flanner, con uniformes del ejército de Estados Unidos, en el París liberado de 1944.

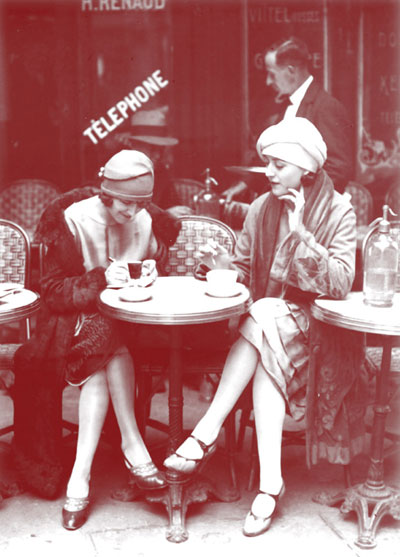
Solita Solano y Djuna Barnes en París, hacia 1922.

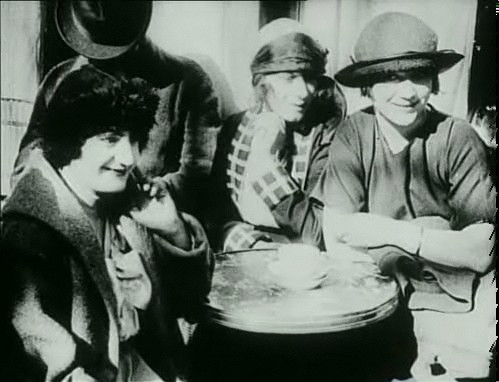
Natalie Barney, Janet Flanner y Djuna Barnes en París, hacia 1925.

Janet Flanner (Indianápolis, 13 de marzo de 1892-Nueva York, 7 de noviembre de 1978) fue una periodista estadounidense, que firmaba con el pseudónimo Genet.

## Biografía
Vivió abiertamente como lesbiana. En 1918, el mismo año que se casó con William "Lane" Rehm (un compañero de la Universidad de Chicago), se unió sentimentalmente con Solita Solano (Sarah Wilkinson), a quien conoció en Greenwich Village. Su matrimonio terminó en 1926 con un divorcio amistoso, mientras que su relación, intermitente y no monógama, con Solita Solano duró más de cincuenta años. Esta renunció a sus aspiraciones literarias en beneficio de Janet Flanner, trabajando como su secretaria personal.
En 1921 viajaron a Grecia y Estambul, ciudad de la que Janet realizó un reportaje para el National Geographic. En su círculo social había otras notorias lesbianas, como Natalie Clifford Barney y Djuna Barnes. Janet y Solita fueron representadas, bajo los nombres de "Nip" y "Tuck", en dos personajes de la novela de Barnes  El almanaque de las mujeres(1928). Aunque no era miembro, se relacionó con la Algonquin Round Table de Nueva York. La pintora y ilustradora Neysa McMein le presentó a la pareja que formaban Jane Grant y Harold Ross. Este le puso en contacto con The New Yorker.
Entre 1925 y 1975 Janet Flanner fue la corresponsal de The New Yorker en París.
Allí perteneció al círculo de estadounidenses expatriados en París que se suele identificar con las etiquetas Lost Generation y Les Deux Magots: Ernest Hemingway, F. Scott Fitzgerald, John Dos Passos, e. e. cummings, Hart Crane, Djuna Barnes, Ezra Pound y Gertrude Stein (de la que fue muy amiga). Tuvo un papel crucial al conectar a estos personajes estadounidenses, y al público lector de sus artículos, con los artistas de la vanguardia europea (Pablo Picasso, Georges Braque, Henri Matisse, André Gide, Jean Cocteau, los Ballets Russes, etc.)
Al comenzar la Segunda Guerra Mundial (1939) Janet Flanner y Solita Solano volvieron a Nueva York; donde pronto se separaron, debido a la relación sentimental que Janet inició con Natalia Danesi Murray. Pasó a vivir con ella y con el hijo de ésta, William B. Murray. En 1944, tras el desembarco de Normandía, volvió a Francia, donde, además de sus artículos para The New Yorker, en los meses que siguieron a la liberación de París colaboró en la radio NBC Blue Network. En París reanudó su convivencia con Solita Solano.
Entre otros acontecimientos históricos, cubrió los Juicios de Núremberg (1945), la crisis de Suez (1956), la revolución húngara de 1956 y la descolonización de Argelia (1954-1962).
En 1971 (15 de diciembre), participó en el famoso debate entre Gore Vidal y Norman Mailer en The Dick Cavett Show (el show televisivo de Dick Cavett). En 1975 volvió definitivamente a Nueva York, donde fue cuidada hasta su muerte por Natalia Murray.
Sus cenizas, como las de Natalia, fueron esparcidas en Cherry Grove (Fire Island), el lugar donde se conocieron en 1940.

## Publicaciones y reconocimientos
Su columna en The New Yorker desde septiembre de 1925 se titulaba Letter from Paris (o, en su caso Letter from Rome -1949-).
Una recopilación de sus artículos del periodo de entreguerras se editó como libro: Paris Was Yesterday. 1925 - 1939
También publicó una novela: The Cubical City (1926), ambientada en Nueva York, que no alcanzó mucho éxito..
En 1947, tras la Segunda Guerra Mundial, se la concedió la Legión de Honor (con el rango de Chevalier, que fue incrementado a Grand Maître en 1972). En 1958 fue investida doctor honoris causa por el Smith College. En 1966 se le concedió el National Book Award en la categoría Arts and Letters por Paris Journal, 1944-1965.